# Dominican House of Studies

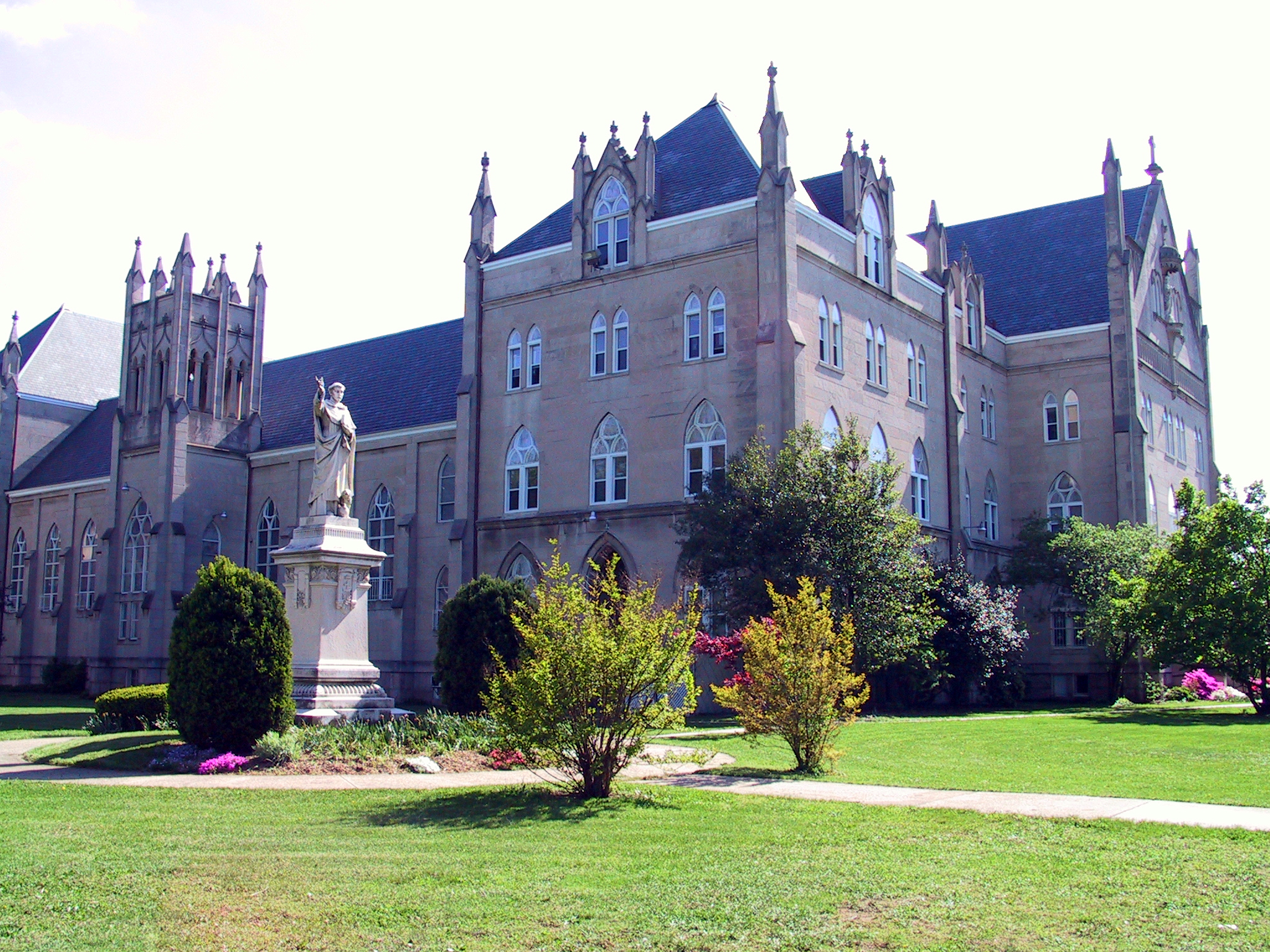
Dominican House of Studies

Die Dominican House of Studies ist eine römisch-katholische Hochschule in Washington, D.C.
Die Hochschule wurde 1905 gegründet und befindet sich in katholischer Trägerschaft durch das Erzbistum Washington. Die Hochschule ist auch bekannt als Priory of the Immaculate Conception und Pontifical Faculty of the Immaculate Conception (PFIC). 
Sie befindet sich in direkter Nachbarschaft zur Katholischen Universität von Amerika.

## Studienabschlüsse
- Master of Arts (Theology) (M.A.)
- Master of Arts (Thomistic Studies)
- Master of Divinity (M. Div.)
- Bachelor of Sacred Theology (S.T.B.)
- Licentiate in Sacred Theology (S.T.L.)
- Doctorate in Sacred Theology (S.T.D.)